# Belagere Kaval, Challakere
Belagere Kaval là một làng thuộc tehsil Challakere, huyện Chitradurga, bang Karnataka, Ấn Độ.